# Iñaki Aldekoa
Iñaki Aldekoa Azarloza (Amorebieta, Vizcaya, 1940-8 de abril de 2021) fue un ingeniero químico y político español de ideología independentista vasca. Fue elegido parlamentario foral de Navarra en las elecciones de 1979 y 1983 por Herri Batasuna, de cuya Mesa Nacional formó parte. También fue elegido en las Elecciones generales de España de 1986 como el primer parlamentario navarro en el Congreso de los Diputados representando a dicha coalición.

## Trayectoria política
Su trayectoria política se inicia en clandestinidad, cuando se afilia a las juventudes nacionalistas de EGI. Como consecuencia de esa militancia, pasó un año en la prisión de Larrínaga (Bilbao). Bajo la influencia de las lecturas de José Ramón Recalde, miembro del Frente de Liberación Popular (más conocido por FELIPE), y disconforme con las actuaciones de Euskadi Ta Askatasuna (ETA), pasó a ETA Berri, organización de la que se desvincularía pronto al considerarla españolista.
Posteriormente ingresó en ELA-Movimiento Socialista de Euskadi, donde desarrolló toda su militancia hasta la transición política española, tras la muerte de Franco.
En 1977 fue elegido secretario general del nuevo Partido Socialista Vasco (ESB-PSV), formado a partir de una escisión del sindicato ELA-STV y que sería uno de los cuatro partidos que formaron la coalición Herri Batasuna (HB).
Fue parlamentario foral de Navarra en 1979 por HB, de cuya Mesa Nacional formó parte, resultando reelegido en las elecciones del 8 de mayo de 1983. En marzo de 1982 fue juzgado por asistencia a la banda terrorista ETA, permaneciendo en la cárcel de Alcalá de Henares durante tres años (1983-1985). En 1986 fue elegido diputado en el Congreso español, el único escaño obtenido por HB en Navarra.
Participó en las frustradas conversaciones de Argel entre el Gobierno español y ETA (1986-1989) y pasó a residir en Chile, donde acogió con desánimo la noticia del fin del alto al fuego de ETA ya que consideraba «inviable cualquier proceso de liberación de un país por vía armada» y que había que acoger «las vías claramente políticas y en consonancia con el contexto jurídico y legal internacional».
Este enfoque crítico con ETA le llevó a ingresar en el partido político Aralar, de cuya Comisión Ejecutiva Nacional y Comisión Ejecutiva de Álava ha sido miembro, además de representante electo en las Juntas Generales de Álava.

## Fallecimiento
Falleció el 8 de abril de 2021 a los ochenta años a causa de un linfoma.